# 挪威信义会
挪威信义会差会（英语：Norwegian Missionary Society，挪威语：Norske Missions-Selskab）是挪威的第一个传教机构，路德宗1842年8月在挪威斯塔万格成立。主要向非洲传教。

## 在中国
1902年，义和团事变刚刚结束不久，挪威信义会差会就派遣传教士来到中国湖南省。1900年代建立了6个传教站：长沙（1902年）、宁乡（1902年）、益阳县（1902年）、东坪（1903年）、新化县（1903年）、桃花仑（1905年）。1910年代又增设1个传教站：沅江县（1918年）。
1919年，挪威信义会差会在华传教士59人，其中57人在湖南省，2人在湖北滠口神学院。
1919年挪威信义会在华受餐信徒2910人，全部分布在湖南省，且信徒人数居湖南省各教派第一名。